# Ivana Baiul
Ivana Baiul (Ивана Баюл), è un personaggio della serie a fumetti WildStorm Dv8, scritta da Jim Lee e Brandon Choi e disegnata da J. Scott Capbell.

## Personalità
Ivana è terribilmente ambiziosa, fin da giovanissima è passata da diverse squadre (il KGB, le Operazioni Internazionali... ecc.) sempre scalando le vette e mantenendo una posizione di leadership all'interno delle organizzazioni. Ivana è una maniaca del controllo che detesta anche il solo pensiero di non essere padrona di tutto, quando persegue uno scopo non le basta raggiungerlo, in aggiunta a ciò tutto e tutti coloro che si frappongono tra lei e il suo obbiettivo devono soccombere.
Il lato scientifico del suo carattere è affascinato dall'idea che i Devianti interagiscano socialmente con i normali esseri umani. Ella è cosciente del fatto che i ragazzi siano psicologicamente instabili e vuole vedere se affermeranno o meno la loro superiorità, in altre parole vuole vedere come reagiranno al mondo reale dopo anni di isolamento. Nonostante essenzialmente sia egoista e approfittatrice talora dimostra anche un lato tenero e materno, come quando chiama affettuosamente i Dv8 "bimbi".
Ivana ha una relazione sessuale con Threshold, o per meglio dire sfrutta l'infatuazione che il ragazzo ha per lei al fine di soddisfare i suoi istinti animali; ed al contempo tiene il giovane e potente gen-attivo completamente sotto il suo controllo. Anche con l'aiuto di alcune droghe.
Ha un rapporto molto teso con Bliss a causa del loro carattere estremamente simile da "api regine".

## Biografia del personaggio
Ivana Baiul (Ивана Баюл) nacque in Russia (sebbene non sia mai stato confermato ma solo suggerito) nel 1959. Non si sa nulla della sua famiglia o della sua giovinezza, salvo che a un certo punto è entrata nel KGB, distinguendosi per le straordinarie capacità di spionaggio e strategiche che la portarono in breve ad essere notata anche dal controspionaggio americano ed il direttore delle Operazioni Internazionali, Miles Craven le offì di cambiare schieramento. Ivana da doppiogiochista qual era accettò ed in breve divenne un membro di punta delle Operazioni Internazionali e, sebbene fosse vista estremamente male da altri membri di riguardo come Lynch, riuscì a scalare le vette del potere fino a farsi affidare la direzione della divisione Shi-Tech (quella per lo sviluppo tecnologico) qui incominciò a sviluppare un progetto di protesi cibernetiche.
Alcuni membri interni delle Operazioni Internazionali avversi alla donna decisero di eliminarla in quanto considerata pericolosa, così misero una bomba nel suo laboratorio e la fecero esplodere. La detonazione tuttavia non provocò la morte di Ivana, che sopravvisse al solo prezzo della perdita degli arti e riportando delle ustioni di terzo grado su tutto il corpo. Per sopravvivere si impiantò dunque le protesi a cui lavorava e a seguito di tre mesi di degenza riuscì a tornare in perfetta forma recuperando anche i suoi apparati con una pelle sintetica.
Anni dopo, eliminati fisicamente la maggior parte dei suoi avversari, si dedicò alla ricerca sui gen-attivi, in particolare si rese conto che il potenziale genetico del Fattore-Gen del Team 7 poteva essere passato alla loro prole. Iniziò dunque a cercare i suddetti bambini ed il primo successo lo ottenne nel 1979, quando rapì Matthew e Nicole Callahan dopo aver ucciso le loro famiglie. Iniziò a fare studi sui bambini e somministrargli droghe per accrescere i loro poteri, i risultati furono stupefacenti e diedero vita a Threshold e Bliss. Più che soddisfatta del suo beta-test, Ivana istituì il progetto Genesis ed attirò tutti i figli del team 7 al fine di far manifestare i loro poteri; il vero scopo della donna era in realtà di crearsi una task force personale completamente sotto il suo controllo e forte abbastanza da farle prendere il posto di Craven a capo delle operazioni Internazionali.
Il piano della donna fu però ostacolato da Lynch, che aiutò cinque ragazzi a fuggire e fece esplodere la sede del progetto; tuttavia Ivana riuscì a salvare 6 ragazzi lasciati in ibernazione criogenica, oltre ovviamente a Bliss e Threshold, ed a portarli con sé.
Ivana si rifugiò dunque sull'isola di Caballito dopo aver disertato le Operazioni Internazionali ed incominciò ad addestrare i suoi ragazzi, che divennero i Dv8. Quando ritenne la squadra pronta si trasferì con essi in un grattacielo di New York, che divenne la loro base e dal quale cominciò a mandarli in missione per conto suo. A seguito di diverse missioni di spionaggio i Devianti ortarono Ivana al raggiungimento del suo obbiettivo di sempre: la direzione delle Operazioni Internazionali, il governo era difatti troppo spaventato la dei per negarle la richiesta. Ivana occupò la suddetta posizione fino a quando la sua stessa squadra le si rivolterà contro, disertando e cercandola di uccidere. Fatto che la costringerà a dimettersi dalla carica da poco acquisita e fuggire in latitanza.
In seguito tenterà di riconquistare il potere politico perduto entrando nell'Amministrazione della Difesa Civile, tuttavia la sua ascensione sarà impedita dai membri di Authority.
Quale sia stato il destino del personaggio a seguito di WorldStorm non è dato sapersi.

## Poteri e abilità
Ivana è una donna estremamente atletica e capace in diversi stili di arti marziali nonché nell'uso di praticamente qualsiasi arma da fuoco, inoltre è una mente brillante straordinariamente portata per la deduzione, la strategia, lo spionaggio e le scienze.
Ivana ha rimpiazzato diverse parti del suo corpo con degli innesti cibernetici, la totale estensione degli impianti meccanici sul suo corpo non è mai stata definita in modo preciso, tuttavia essa comprende sicuramente entrambe le braccia e le gambe nonché buona parte della testa (sicuramente almeno il lato e l'occhio destro). Per sua stessa ammissione il suo cervello non è più insito all'interno del cranio e perciò non può essere uccisa tramite la decapitazione.
Le protesi meccaniche di Ivana sono realizzate interamente in metallo, acciaio e zinco, ragione per la quale sono completamente antiproiettile e resistenti a qualsivoglia tipo di altra ingiuria (pietre, coltelli, altro ferro...ecc.) oltre ovviamente a poter assorbire senza problemi qualsiasi tipo di aggressione fisica salvo che per avversari superumani.
Ivana possiede ovviamente una forza, una velocità ed una resistenza sovrumane a causa della sua natura meccanica ed è in grado di sollevare perfino una macchina. Inoltre al suo interno possiede tre lame retrattili nel braccio sinistro e quattro fruste trancianti nella mano destra. Entrambe in acciaio molecolarizzato.
Il corpo di Ivana è inoltre interamente ricoperto da impianti sintetici che imitano perfettamente il corpo umano, tanto che non ha problemi a passarsi per tale o ad avere rapporti sessuali.

## Altri media

Ivana nel film animato

- Ivana compare nella versione animata di Gen¹³, doppiata dall'attrice Lauren Lane, in questa versione non è bionica ma possiede solamente il braccio sinistro meccanico.

## Curiosità
- Secondo le variant cover del numero 1 di Dv8 ispirate ai sette peccati capitali Ivana, assieme a Threshold, rappresenta la lussuria.
- Si rivolge sempre a Lynch chiamandolo "Jack".
- È la sola russa facente parte delle Operazioni Internazionali.
- Ha un neo nella parte sinistra del viso appena sopra le labbra. Caratteristica di cui va talmente fiera da mantenerla anche dopo l'incidente che la rese bionica tramite la pelle artificiale.
- Ha una grande passione per la Vodka.